# Midlands Occidentali (regione)
Le Midlands Occidentali  (West Midlands in inglese) comprendono la porzione occidentale dell'Inghilterra centrale, conosciuta come Midlands. Il territorio della regione confina con quello delle regioni Nord Ovest a nord, Midlands Orientali a est, Sud Est e Sud Ovest a sud e con il Galles a ovest. Ha solo un coordinamento delle autorità locali.
Il termine "Midlands Occidentali" crea confusione in quanto viene usato anche per l'omonima contea, ed è usato anche da vari enti come la West Midlands Police e il West Midlands Fire Service.

## Suddivisioni
A volte la regione delle Midlands Occidentali viene considerata estesa fino al Cheshire, al Gloucestershire e all'Oxfordshire, ma la parte centrale è costituita dalle contee tradizionali:
- Herefordshire
- Shropshire
- Staffordshire
- Warwickshire
- Worcestershire.

Questa stessa area è oggi la regione governativa ufficiale delle Midlands Occidentali. È divisa nelle seguenti contee amministrative e distretti:
| Contea cerimoniale | Contea / Autorità unitaria | Distretti |
| ------------------ | -------------------------- | --- |
| Herefordshire      |                            | |
| Shropshire         | Shropshire                 | Bridgnorth, North Shropshire, Oswestry, Shrewsbury and Atcham, South Shropshire                                                       |
| Shropshire         | Telford and Wrekin         | |
| Staffordshire      | Staffordshire              | Cannock Chase, East Staffordshire, Lichfield, Newcastle-under-Lyme, South Staffordshire, Stafford, Staffordshire Moorlands, Tamworth, |
| Staffordshire      | Stoke-on-Trent             | |
| Warwickshire       | Warwickshire               | North Warwickshire, Nuneaton and Bedworth, Rugby, Stratford-on-Avon, Warwick                                                          |
| West Midlands      | West Midlands              | Birmingham, Coventry, Dudley, Sandwell, Solihull, Walsall, Wolverhampton                                                              |
| Worcestershire     | Worcestershire             | Bromsgrove, Malvern Hills, Redditch, Worcester, Wychavon, Wyre Forest                                                                 |

Note: contee non metropolitane = † · contee metropolitane = *